# اولنتی (توزدی)
اولنتی (به قزاقی: Olenti) یک رود در قزاقستان است که در استان قزاقستان غربی واقع شده‌است.